# Albert Figdor

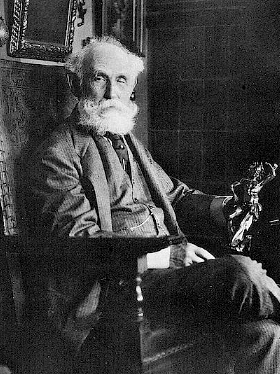
Albert Figdor um 1920

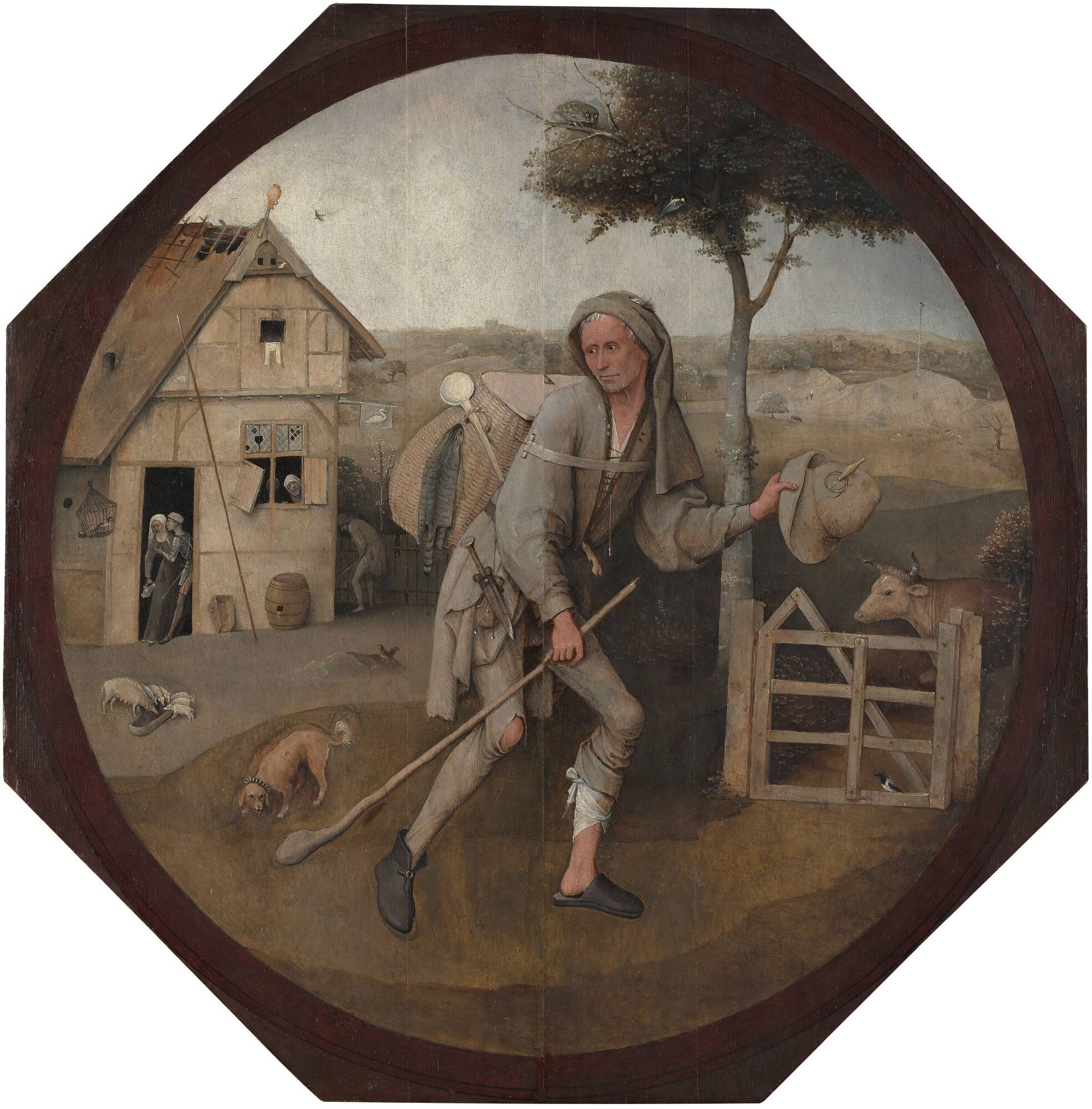
Hieronymus Bosch: „Der verlorene Sohn“ aus der Sammlung Albert Figdor, 1930 in Berlin ersteigert durch Jacques Goudstikker

Albert Figdor (* 16. Mai 1843 in Baden, Niederösterreich; † 22. Februar 1927 in Wien) war ein österreichischer Bankier und Kunstsammler.

## Leben
Albert Figdor war ein Sohn des jüdischen Wiener Kaufmanns und Bankiers Ferdinand Figdor (1805–1876). Der Geiger Joseph Joachim war sein Cousin. Er studierte Jura, promovierte und trat in das Bankgeschäft seiner Familie ein. Unter anderem war er an der Finanzierung des Baus der Gotthardbahn beteiligt. 
Schon früh begann er Kunstwerke zu sammeln, wobei er sich vor allem auf Kunstgewerbe spezialisierte. Unterstützt wurde er unter anderem durch den Kunsthistoriker Alois Riegl. Einzelstücke hervorragender Qualität fanden sich bei ihm immer im Umfeld von Stücken der gleichen Kunstrichtung. Eine Schenkung an das im Jahr 1891 eröffnete Kunsthistorische Museum in Wien kam nicht zustande. Figdor vererbte seine Sammlungen nach Heidelberg. Die Sammlung durfte jedoch nicht ausgeführt werden. Bei Versteigerungen in Wien und Berlin 1930, die durch das Ausfuhrverbot erzwungen wurden, kam nur ein geringer Teil in Wiener Museen. 
Das Seitenteil eines Flügelaltars aus seiner Sammlung, das um die Wende zum 16. Jahrhundert entstand und eine Kreuzabnahme zeigt, konnte bisher noch keinem Maler direkt zugeordnet werden, der Künstler wird deshalb mit einem Notnamen als Meister der Figdorschen Kreuzabnahme bezeichnet.